# Kzam Gama
João Alberto Kzam Gama, mais conhecido como Kzam Gama (Belém, Pará, 22 de dezembro de 1956 - Castanhal, 25 de novembro de 2018) foi um instrumentista (baixista) e compositor brasileiro nascido no estado do Pará. Participou da banda de Elis Regina.

## Biografia

### Infância
Alberto Gama é filho de um ex-militar paraense do município de Marapanim, onde passava as férias anualmente quando criança. Mas nasceu na cidade brasileira de Belém do Para em 22 dezembro 1956 e era irmão do também músico João Batista Kzam Gama. O pai oriundo de uma região onde é comum a população usar a música como expressão cultural (Região do Salgado), tocava instrumentos artesanal de sopro, também cantava e batucava, junto com a mãe formada em piano, pelo Instituto Carlos Gomes, com quem Alberto Kzam obteve as primeiras partituras musicais.
A iniciação musical ocorreu aos cinco anos com o violão como autodidata, devido um problema auditivo, o aperfeiçoamento nos instrumentos o ajudava a evoluir na comunicação.
Com dez anos sabia tocar os seguintes instrumentos: violão, cavaquinho e flauta doce. Quando começou o interesse em estudar em casa a teoria musical, com livros indicados por músicos. Aos 14 anos, foi o primeiro a conseguir a carteira de músico na Ordem dos Músicos do Estado do Pará com essa idade, em seguida, migrou para a Música Popular Brasileira (MPB).

### Carreira
O jovem iniciou a carreira profissional de músico na década de 1970, tocando guitarra com a banda “Falcões Negro”.Em seguida tocou aproximadamente dezoito anos com o pianista português Álvaro Ribeiro, no período de de 1978 a 1986. Que o levou para passar uma temporada de um ano nos Estados Unidos, na época do surgimento de ótimos cantores/compositores de jazz, como Ella Fitzgerald.
Kzam teve participações de destaque na Música Popular Brasileira, como ter feito parte da banda de Elis Regina, no período de 1980 a 1981, participando da gravação dos álbuns "Saudade do Brasil" (Canecão, Rio de Janeiro, 1980), e "Elis" (1981) e da turnê até o falecimento da cantora.
Ao retornar ao Estado, formou o Grupo Gema, iníciando à produção da música instrumental no Pará, junto com os músicos: violonista Nego Nelson, percussionista Dadadá Castro e o baterista Sagica, que por anos acompanharam o cantores paraenses Walter Bandeira, Leila Pinheiro, Paulo André Barata e, Fafá de Belém.
Após quatro anos de existência o grupo Gema, ressidiu treze anos na França, tocando com a cantora acreana Nazaré Pereira, onde conseguiram bons contatos profissionais, como tocar por cinco anos consecutivos no aniversário da Rainha Elizabeth II, no período de 1990 a 1993, após conhecer-la durante o Festival Internacional de Música. Em seguida passou tocou em outros países: Tókio. Suíça, Bélgica, Itália, Grécia e Alemanha.
Kzam viveu os seus últimos anos no asilo Casa da Fraternidade, situado no distrito do Apeú (município paraense de Castanhal), por conta de um acidente vascular cerebral, sofrido em 2004, que o deixou com movimentos limitados. Em 2014, ocorreu uma de suas últimas apresentações, durante a 6ª edição do Festival de Contrabaixo da Amazônia (Associação dos Amigos da Música Instrumental), que homenageou sua carreira.

## Musicografia
- “Deu bode na escola de samba do Nestor” - de Kzam Gama;[1]
- “O Super Nada” - de Kzam Gama e Helinho;[1]
- “Aqui, Acolá” - de Kzam Gama e Nazaré Pereira;[1]
- "Sai Dessa" - de Ana Terra e Natan Marques;[7]
- "Nova Estação" - de Luiz Guedes e Thomas Roth;[7]

Ari Santos Volume 1 - Ari Santos (1983):
- O Planador - de Kzan Gama;[8]
- Olhos Azuis - de Kzam Gama, Pedro Américo e Ari Santos;[8]
- Isabel - de Kzam Gama, Pedro Américo e Ari Santos;[8]
- Mambolett - de Kzam Gama e Sagica.[8]

Dama De Paus - Mônica Passos (1989) e Mozar Terra - Marcelo Paganini (1991)
- "Dama de paus" - de Kzam Gama;[9][10]

Brasileira, Tout Simplement - Nazaré Pereira (1994):
- "Samara Linda" - de Kzam Gama e Nazaré Pereira;[13]
- "Folhas Ao Vento" - de Kzam Gama e Nazaré Pereira;[13][12]
- "Gotinha D'água" - de Kzam Gama;[13][12]

Brazilian Kaleidoscope - Ricardo Vilas (1994):
- Chang Hai - de Kzam Gama, Ricardo Vilas e Damilton Viana

Carolina - Nazaré Pereira (2000):
- "Folhas Ao Vento" - de Kzam Gama e Nazaré Pereira;[13][16]
- "Samara Linda" - de Kzam Gama e Nazaré Pereira;[13][16]
- "Sabor Açai" - de Kzam Gama, João Gomes e Nilson Chaves;[15]
- "Nasci Para Bailar" - Arranjo Kzam Gama, Paulo André Barata e João Donato;[15]
- "Sabiá La Na Gaiola" - de Kzam Gama, Zé Dantas e H. Teixeira;[15]
- "Xapuri Do Amazonas" - de Kzam Gama e Nazaré Pereira;[15]
- "Barum" - de Kzam Gama e Juraildes Da Cruz;[15]
- "Caminho Livre" - de Kzam Gama e Coaty De Oliveira;[15]
- "Morena Moça" - de Kzam Gama e Dito;[15]
- "Brasoleira Tout Simplement" - de Kzam Gama e Nazaré Pereira;[15]
- "Grito Mudo" - de Kzam Gama e Nazaré Pereira.[15]

Brazil Forró - Nazaré Pereira (2001):
- Maracatimbó - de Kzam Gama e Nego Nelson.[12]

Esse Ruy é Minha Rua - Olivar Barreto (2011):
- Saudade da Maria - de Kzam Gama e Ruy Barata;
- Deus - de Kzam Gama e Ruy Barata.